# Uttar Goara
Uttar Goara è una suddivisione dell'India, classificata come census town, di 6.972 abitanti, situata nel distretto di Bardhaman, nello stato federato del Bengala Occidentale. In base al numero di abitanti la città rientra nella classe V (da 5.000 a 9.999 persone).

## Geografia fisica
La città è situata a 23° 13' 58 N e 88° 19' 36 E.

## Società

### Evoluzione demografica
Al censimento del 2001 la popolazione di Uttar Goara assommava a 6.972 persone, delle quali 3.588 maschi e 3.384 femmine. I bambini di età inferiore o uguale ai sei anni assommavano a 830, dei quali 433 maschi e 397 femmine. Infine, coloro che erano in grado di saper almeno leggere e scrivere erano 4.419, dei quali 2.554 maschi e 1.865 femmine.